# Holman Dávid
Holman Dávid (Budapest, 1993. március 17. –) magyar válogatott labdarúgó, jelenleg a Szeged-Csanád GA játékosa. Magyar ligakupagyőztes, lengyel bajnok és szuperkupagyőztes, ötszörös szlovák bajnok és háromszoros kupagyőztes.

## Pályafutása

### Klubcsapatokban
Családjában több labdarúgó is van, így hamar megismerkedett a játék alapjaival. Édesapja az Érsekvadkerti SE elnöke, egyik bátyja a csapat edzője, másik pedig ugyanott csatár. Ifjúsági játékosként a Vác és az MTK korosztályos csapataiban is megfordult. Felnőtt karrierjét a Vác játékosaként kezdte, azonban kölcsönbe került Érsekvadkertre, majd pedig a Ferencváros második csapatához.

#### Ferencváros
2012. május 5-én a Siófok elleni mérkőzésen mutatkozott be első alkalommal a Fradi első csapatában. 2012 novemberében megkötötte első profi szerződését a Ferencvárossal. Az első gólpasszát az NB 1-ben a címvédő Debrecen ellen adta, amit Somália lőtt be és ezzel a góllal megszerezték a vezetést (a mérkőzés végeredménye 3–2 az FTC javára). 2013. augusztus 10-én megszerezte első bajnoki gólját az NB 1-ben, a címvédő Győri ETO ellen, az 58. percben (a mérkőzés végeredménye 2–1 az FTC javára). Egy héttel, az első bajnoki gólja után ismét betalált az MTK csapata ellen, az 55. percben, és a 24. percben tizenegyest harcolt ki, amit csapattársa, Józsi György be is lőtt (a mérkőzés végeredmény 2-0 az FTC javára). A Kecskemét ellen csereként állt be, ahol gólt nem szerzett az 1-0-s győzelemmel végződő mérkőzésen. A Lombard Pápa ellen a második félidő elején, a második percben gólt szerzett és ezzel átvette a Fradi házi góllövőlistájának a vezetését. A 60. percben Ricardo Moniz lecserélte őt Somáliára. A találkozót 2-0-ra a Ferencváros nyerte.

#### Lech Poznań
2015. január 1-én egy évre került kölcsönbe a lengyel Lech Poznanhoz. A Lech-ben összesen 11 mérkőzést játszott. Négy bajnokit, négy kupa meccset és három Európa-liga meccset, két gólt szerzett, mindkettőt a kupában. Az Európa-ligában a Fiorentina ellen idegenbe kezdőként 68 perc jutott neki és csapatával 2-1-re győzött. 2015. december 31-én lejárt a kölcsönszerződése, így újra a Ferencváros játékosa lett.

#### Debreceni VSC
2016. január 22-én jelentette be a Debreceni VSC hivatalosan, hogy 4 évre leszerződtette a játékost.

#### Slovan Bratislava
2017. augusztus 15-én a Slovan Bratislava csapatába igazolt 4 évre és 700 000 euróért. 2017. szeptember 16-án, a bajnokság 8. fordulójában szerezte meg első gólját. Október 15-én a Tatran Prešov elleni 3–2-es győzelem alkalmával volt eredményes. November 19-én kezdőként 88 percet játszott a rivális Spartak Trnava ellen  1–0-ra megnyert bajnokin. Az őszi szezonban 13 bajnokin két gólt szerzett. A tavaszi idény első fordulójában, 2018. február 24-én gólt lőtt a Žilina csapatának, csapata 6–0-ra győzött.
Május 1-jén, a Szlovák Kupa döntőjében gólt lőtt, a Slovan pedig 3–1-re legyőzte a MFK Ružomberokot. A 2018-2019-es szezon végén bajnok lett a csapattal és bekerült az év csapatába is a ProFutbal szavazásán.
A 2019-2020-as szezonban csapatával bejutott az Európa-liga csoportkörébe. A selejtezők 3. körében az ír Dundalkot hazai pályán az ő góljával győzte le a szlovák csapat. Szeptember 19-én gólpasszt adott az Európa-liga csoportkörének első fordulójában a Besiktas elleni mérkőzésen, a Slovan 4–2-re győzött. Szeptember 28-án mesterhármast szerzett a Nyitra ellen 5-0-ra megnyert bajnokin. Az idény végén bajhnokságot és kupát nyert a csapattal, bár a Ruzomberok ellen 1–0-ra megnyert kupadöntőben Achilles-ín-sérülése miatt nem lépett pályára. A szezon végén bekerült a bajnokság álomcsapatába.
A 2020-2021-es szezon második fordulójában gólt szerzett a Michalovce 5–0-s legyőzésekor. A bajnokság 8. fordulójában kétszer volt eredményes a Rózsahegy ellen, a Slovan 5–0-ra nyerte meg a mérkőzést. Négy nappal később újabb gólt szerzett a Szenice elleni 2–0-s győzelem alkalmával. Két hónappal később ugyancsak a Szenice elleni bajnokin volt eredményes, amit csapata 2–0-ra megnyert. Összességében 24 bajnokin tízszer volt eredményes és öt gólpasszt is kiosztott csapattársainak. 2021 júliusában a csapat edzésén elülső keresztszalag-szakadást szenvedett és több hónapos kihagyás várt rá.

#### Budapest Honvéd
2023 júliusában – öt éven át tartó légiósélet után – visszatért Magyarországra, és a Budapest Honvédhoz igazolt.

### A válogatottban
2011 óta az U19-es válogatottba is többször kapott meghívást. Bernd Storck szövetségi kapitánytól meghívót kapott a 2017. március 25-ei Portugália elleni mérkőzésre készülő válogatott keretébe.

## Statisztika

### Klubcsapatokban
2025. augusztus 10-i állapot szerint.
| Klub                     | Szezon         | Bajnokság      | Bajnokság | Bajnokság | Kupa  | Kupa  | Ligakupa | Ligakupa | Nemzetközi | Nemzetközi | Összesen | Összesen |
| Klub                     | Szezon         | Bajnokság      | Mérk.     | Gólok     | Mérk. | Gólok | Mérk.    | Gólok    | Mérk.      | Gólok      | Mérk.    | Gólok    |
| ------------------------ | -------------- | -------------- | --------- | --------- | ----- | ----- | -------- | -------- | ---------- | ---------- | -------- | -------- |
| Ferencváros              | 2011–12        | NB I           | 1         | 0         | 0     | 0     | 1        | 0        | —          | —          | 2        | 0        |
| Ferencváros              | 2012–13        | NB I           | 4         | 0         | 0     | 0     | 1        | 0        | —          | —          | 5        | 0        |
| Ferencváros              | 2013–14        | NB I           | 22        | 3         | 1     | 0     | 5        | 2        | —          | —          | 28       | 5        |
| Ferencváros              | 2014–15        | NB I           | —         | —         | —     | —     | 5        | 2        | 1          | 0          | 6        | 2        |
| Ferencváros              | Összesen       | Összesen       | 27        | 3         | 1     | 0     | 12       | 2        | 1          | 0          | 41       | 7        |
| Lech Poznań (kölcsönben) | 2014–15        | Ekstraklasa    | 1         | 0         | 1     | 0     | —        | —        | —          | —          | 2        | 0        |
| Lech Poznań (kölcsönben) | 2015–16        | Ekstraklasa    | 3         | 0         | 3     | 2     | —        | —        | 3          | 0          | 8        | 2        |
| Lech Poznań (kölcsönben) | Összesen       | Összesen       | 4         | 0         | 4     | 2     | —        | —        | 3          | 0          | 11       | 2        |
| Debreceni VSC            | 2015–16        | NB I           | 13        | 2         | 3     | 0     | —        | —        | —          | —          | 16       | 2        |
| Debreceni VSC            | 2016–17        | NB I           | 26        | 7         | 1     | 0     | —        | —        | 4          | 1          | 31       | 8        |
| Debreceni VSC            | 2017–18        | NB I           | 5         | 0         | —     | —     | —        | —        | —          | —          | 5        | 0        |
| Debreceni VSC            | Összesen       | Összesen       | 44        | 9         | 4     | 0     | —        | —        | 4          | 1          | 52       | 10       |
| Slovan Bratislava        | 2017–18        | Fortuna Liga   | 27        | 5         | 5     | 1     | —        | —        | –          | –          | 32       | 6        |
| Slovan Bratislava        | 2018–19        | Fortuna Liga   | 24        | 6         | —     | —     | —        | —        | 4          | 0          | 28       | 6        |
| Slovan Bratislava        | 2019–20        | Fortuna Liga   | 18        | 5         | 3     | 0     | —        | —        | 12         | 2          | 33       | 7        |
| Slovan Bratislava        | 2020–21        | Fortuna Liga   | 24        | 10        | 5     | 1     | —        | —        | 1          | 0          | 30       | 11       |
| Slovan Bratislava        | 2021–22        | Fortuna Liga   | 7         | 0         | 2     | 0     | —        | —        | —          | —          | 9        | 0        |
| Slovan Bratislava        | 2022–23        | Fortuna Liga   | 4         | 1         | 1     | 0     | —        | —        | 4          | 0          | 9        | 1        |
| Slovan Bratislava        | Összesen       | Összesen       | 104       | 27        | 16    | 2     | —        | —        | 21         | 2          | 141      | 31       |
| Budapest Honvéd          | 2023–24        | NB II          | 27        | 4         | 2     | 0     | —        | —        | —          | —          | 29       | 4        |
| Budapest Honvéd          | 2024–25        | NB II          | 14        | 1         | 1     | 0     | —        | —        | —          | —          | 15       | 1        |
| Budapest Honvéd          | Összesen       | Összesen       | 41        | 5         | 3     | 0     | —        | —        | —          | —          | 44       | 5        |
| Szeged-Csanád GA         | 2025–26        | NB II          | 3         | 1         | —     | —     | —        | —        | —          | —          | 3        | 1        |
| Szeged-Csanád GA         | Összesen       | Összesen       | 3         | 1         | —     | —     | —        | —        | —          | —          | 3        | 1        |
| Teljes karrier           | Teljes karrier | Teljes karrier | 223       | 45        | 28    | 4     | 12       | 2        | 29         | 3          | 292      | 56       |

### A válogatottban
| Magyarország | Magyarország | Magyarország |
| Év           | Mérk.        | Gólok        |
| ------------ | ------------ | ------------ |
| 2019         | 5            | 1            |
| Összesen     | 5            | 1            |

### Mérkőzései a válogatottban
| Magyarország | Magyarország        | Magyarország                  | Magyarország | Magyarország | Magyarország | Magyarország | Magyarország | Magyarország |
| #            | Dátum               | Helyszín                      | Hazai        | Eredmény     | Vendég       | Kiírás       | Gólok        | Esemény      |
| ------------ | ------------------- | ----------------------------- | ------------ | ------------ | ------------ | ------------ | ------------ | ------------ |
| 1.           | 2019. június 8.     | Baku, Olimpiai Stadion        | Azerbajdzsán | 1 – 3        | Magyarország | Eb-selejtező | 1            | 58' 71'      |
| 2.           | 2019. szeptember 5. | Podgorica, Podgoricai Stadion | Montenegró   | 2 – 1        | Magyarország | barátságos   | -            | 60'          |
| 3.           | 2019. október 10.   | Split, Poljud Stadion         | Horvátország | 3 – 0        | Magyarország | Eb-selejtező | -            |              |
| 4.           | 2019. október 13.   | Budapest, Groupama Aréna      | Magyarország | 1 – 0        | Azerbajdzsán | Eb-selejtező | -            | 76'          |
| 5.           | 2019. november 15.  | Budapest, Puskás Aréna        | Magyarország | 1 – 2        | Uruguay      | barátságos   | -            | 83'          |
|              | Összesen            |                               |              | 5            | mérkőzés     |              | 1            | gól          |

## Sikerei, díjai
Ferencváros
- Magyar ligakupa-győztes (1): 2013
- Magyar első osztály-bronzérmes: 2014

 Lech Poznań
- Lengyel bajnok (1): 2014–15
- Lengyel szuperkupa-győztes (1): 2015
- Európa-liga-csoportkör: 2015–16

 Slovan Bratislava
- Szlovák bajnok (5): 2018–19,[28] 2019–20, 2020–21, 2021–22,[29] 2022–23
- Szlovák kupa-győztes (3): 2018, 2020, 2021